# Linkage genético

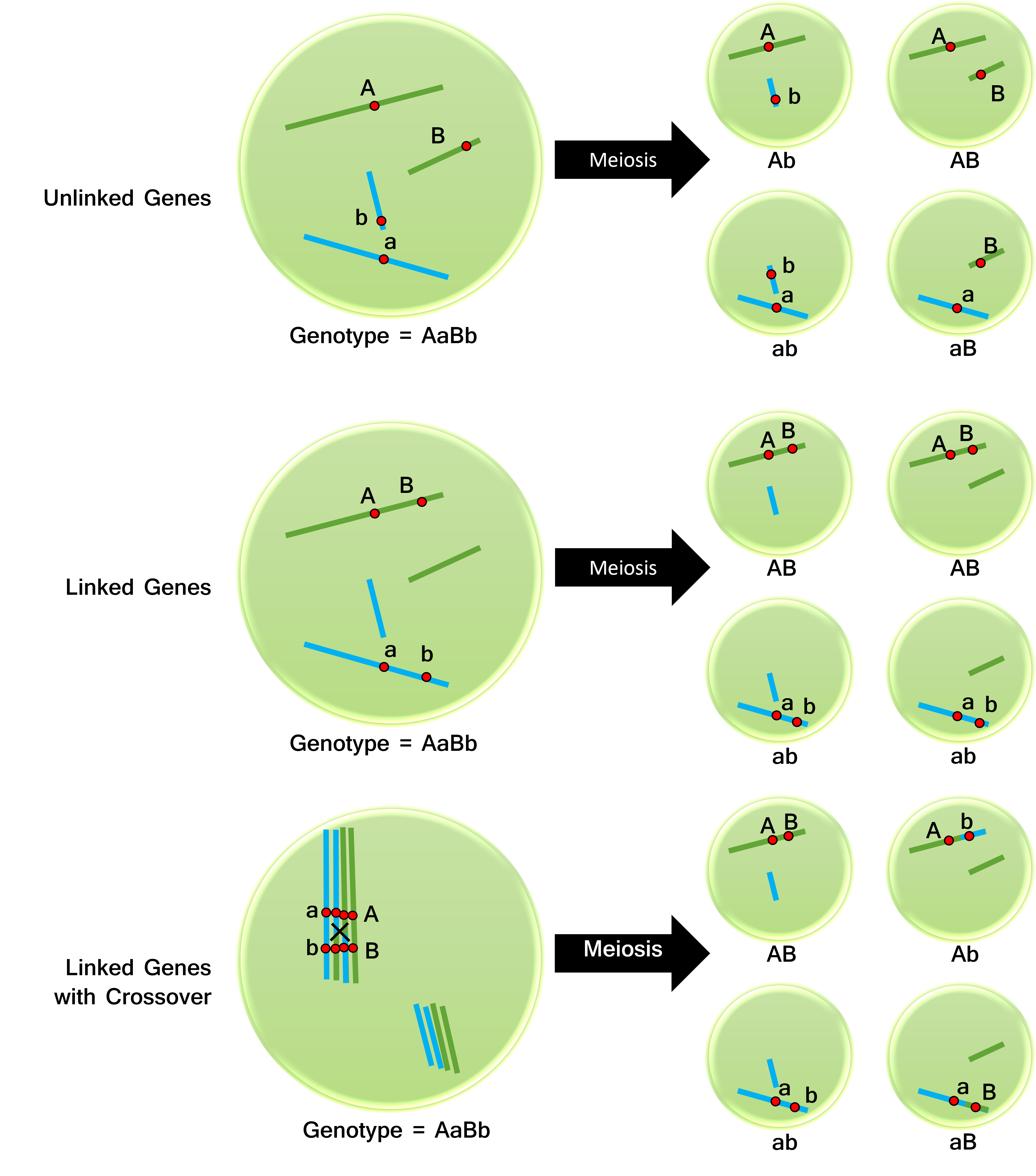
Esquema de genes não ligados (topo), ligados (centro) e ligados com crossover (baixo), e genótipos possíveis após a meiose.

Linkage genético, ou ligação genética, descreve a associação de dois ou mais loci num cromossoma a partir do nível de recombinação meiótica entre eles.
Descreve uma situação em que algumas combinações de alelos ou marcadores genéticos ocorrem mais ou menos frequentemente numa população do que era esperado pela formação aleatória de haplótipos a partir de alelos baseados nas suas frequências.
O mapeamento por análise de ligação procura a segregação conjunta entre uma região cromossômica e o fenótipo de interesse em famílias que apresentam no mínimo duas gerações e possuem indivíduos com fenótipos diferentes. Tendo um lócus de interesse e seus marcadores é possível, através do cálculo da frequência de recombinantes, encontrar evidências de ligação entre o fenótipo de interesse e o alelo candidato.
A análise pode ser feita para uma região específica do genoma ou com o genoma inteiro. Pode ser feito primeiramente o estudo do genoma todo para depois realizar a aproximação em uma região mais específica do genoma a fim de localizar o(s) gene(s) responsáveis pelo fenótipo de interesse. Quanto mais marcadores forem utilizados no estudo maior vai ser a resolução desde a primeira análise, mas pode ser feito o aumento do número de marcadores quando é feita a aproximação.
Durante uma análise de ligação é calculado o valor de LOD para cada família analisada, com os cálculos sendo somados no final. O LOD mais alto é o que melhor explica o conjunto de dados e quando se realiza a soma de todas as famílias o número obtido deve ser maior que 3 para significativamente afirmar que há evidência de ligação. Caso o resultado seja menor que -2 há evidência contra a ligação, enquanto qualquer valor entre 3 e -2 significa que não há significância obtida nos resultados.

## Estudo de Morgan
T. H. Morgan e seus colaboradores trabalharam com a mosca da fruta, Drosophila melanogaster, e realizaram cruzamentos em que estudaram dois ou mais pares de genes, verificando que, realmente, nem sempre a 2ª Lei de Mendel era obedecida. Concluíram que esses genes não estavam em cromossomos diferente, mas, sim, encontravam-se no mesmo cromossomo (em linkage).
Em um dos seus experimentos, Morgan cruzou moscas selvagens de corpo cinza e asas longas com mutantes de corpo preto e asas curtas (chamadas de asas vestigiais). Todos os descendentes de F1 apresentavam corpo cinza e asas longas, atestando que o gene que condiciona corpo cinza (P) domina o que determina corpo preto (p), assim como o gene para asas longas (V) é dominante sobre o (v) que condiciona surgimento de asas vestigiais.
A seguir Morgan cruzou descendentes de F1 com duplo-recessivos (ou seja, realizou cruzamentos testes). Para Morgan, os resultados dos cruzamentos-teste revelariam se os genes estavam localizados em cromossomos diferentes (segregação-independente) ou em um mesmo cromossomo (linkage).
Surpreendentemente, porém, nenhum dos resultados esperados foi obtido. A separação e a contagem dos descendentes de F2 revelou o seguinte resultado:
- 41,5% de moscas com o corpo cinza e asas longas;
- 41,5% de moscas com o corpo preto e asas vestigiais;
- 8,5% de moscas com o corpo preto e asas longas;
- 8,5% de moscas com o corpo cinza e asas vestigiais.

Ao analisar esse resultado, Morgan convenceu-se de que os genes P e V localizavam-se no mesmo cromossomo. Se estivessem localizados em cromossomos diferentes, a proporção esperada seria outra (1: 1: 1: 1). No entanto, restava a dúvida: como explicar a ocorrência dos fenótipos corpo cinza/asas vestigiais e corpo preto/asas longas?
A resposta não foi difícil de ser obtida. Por essa época já estava razoavelmente esclarecido o processo da meiose. Em 1909, o citologista F. A. Janssens (1863-1964) descreveu o fenômeno cromossômico conhecido como permutação ou crossing over, que ocorre durante a prófase I da meiose e consiste na troca de fragmentos entre cromossomos homólogos.
Em 1911, Morgan usou essa observação para concluir que os fenótipos corpo cinza/asas vestigiais e corpo preto/asas longas eram recombinantes e devido a ocorrência de crossing-over.

## Valor de LOD
O valor de LOD é uma estimativa estatística da probabilidade relativa de dois loci genéticos estarem fisicamente próximos o suficiente um do outro (ou "ligados") em um cromossomo específico, sendo provavelmente serão herdados juntos. Uma pontuação LOD de 3 ou superior é geralmente interpretada como a chance de 1000:1 desses loci estarem de fato "ligados", sendo muito utilizada em estudos de associação.
O valor de LOD é utilizado para analisar uma grande quantidade de dados em um mapeamento por análise de ligação. 
O cálculo de LOD é feito fazendo o log de base 10 da razão de verossimilhança, que é a probabilidade de obter os dados na determinada frequência de recombinação que se quer testar, dividido pela probabilidade de obter os dados com uma frequência de recombinação igual a 0,5. O valor de recombinação no numerador é alterado diversas vezes para testar qual o maior valor de LOD, que será o valor que melhor explica os dados.
A probabilidade de obter os dados em uma determinada fração de recombinação é calculado multiplicando as probabilidades de cada indivíduo da geração analisada ter o genótipo que apresenta, com a frequência de recombinação que o pesquisador deseja testar. 

### Exemplo de fração de recombinação
Imagine uma família com seis indivíduos, onde dois são recombinantes e estão sendo analisados dois lócus e dois marcadores.
- Caso não tenha ligação (frequência de recombinação=0,5) o cálculo será 0,25 x 0,25 x 0,25 x 0,25 x 0,25 x 0,25. Isso porque a soma dos recombinantes, que nesse exemplo são dois, deve ser igual à 0,5. Isso significa que a probabilidade de um gameta ser recombinante, como são dois lócus e dois marcadores, é de 0,25 para um tipo e 0,25 para o outro. Com isso, os parentais também são 0,25 para um e 0,25 para o outro.
- Caso tenha ligação e a frequência de recombinação seja 0,2 a probabilidade será 0,4 x 0,4 x 0,4 x 0,4 x 0,1 x 0,1. Isso significa que a probabilidade de um gameta ser recombinante, como são dois lócus e dois marcadores, é de 0,1 para um tipo e 0,1 para o outro. Com isso, os parentais são 0,4 para um e 0,4 para o outro.

### Tipos de Análise

#### Two-point
É calculada a fração de recombinação entre um marcador individual e o lócus de interesse, mesmo quando não se sabe a localização do marcador no genoma.
O valor de LOD, com variadas frações de recombinação, são calculados para diversos marcadores, com o que apresenta valor mais alto sendo o marcador que provavelmente tem mais influencia sobre o fenótipo de interesse.

#### Multiponto
Essa visa saber onde o lócus responsável pelo fenótipo está. Por isso, é necessário utilizar marcadores com posições conhecidas. O gráfico realizado terá o valor de LOD no eixo y e a distância genética entre os marcadores calculado através da fração de recombinação entre eles no eixo x. Os maiores valores são as localizações prováveis do(s) gene(s) responsáveis pelo fenótipo de interesse.

### Intervalo de suporte 1,5 LOD
Durante um mapeamento genético por QTL, diversos marcadores moleculares ficam distribuídos ao longo do genoma para a identificação de loci associados ao fenótipo de interesse. Para cada marcador, é calculado um valor de LOD. Nesse tipo de estudo, frequentemente o fenótipo de interesse é quantitativo, contínuo e possui distribuição normal. Dentro desse modelo de estatístico, a distribuição normal apresenta uma região onde 95% dos dados estão concentrados, sendo conhecida como intervalo de confiança de 95%. Para o mapeamento por QTL, esse intervalo é chamado de intervalo de suporte 1.5 LOD, onde os valores de LOD chegam até 1,5 pontos acima do valor máximo. Esse intervalo é obtido de acordo com os maiores valores de LOD encontrados em determinado cromossomo, estabelecendo regiões genômicas onde é mais provável de se encontrar variantes associadas ao fenótipo de interesse.